# 美元指数
美元指数，又稱美滙指數，是衡量美元在国际外汇市场汇率变化的一项综合指标，由美元对六个主要国际货币的汇率经过加权几何平均数计算获得。
美元指數包括六種貨幣，即：歐元（EUR）、日元（JPY）、英鎊（GBP）、加元（CAD）、瑞典克朗（SEK）、瑞士法郎（CHF）。
美元指數就像一個溫度計，它告訴我們美元在全球市場上的熱度和影響力。美元是全球最流通的貨幣，許多商品和服務都以美元計價和結算。當美元指數變化時，它會影響你的投資收益和風險。
美元指數漲跌變化反映美元的升值與貶值，那麼持有美元或者以美元計價的資產（比如股票、債券、黃金等、外匯）的投資者就會受到影響。
美元指數下跌代表美元貶值，投資者對美元信心減弱，就會把資金從美元中撤走，投入其他資本市場。這時就有更多的資金購買臺股，需求量增加，臺股的價格就會增加。

## 歷史
在1973年3月布雷顿森林体系解體後，美元指數開始被選作參照點。那時美元指數是100.0000。從那時起，美元指數曾高漲到過160多點，也低至過80點以下。
2008年3月16日，美元指數跌至70.698，是1973年開始以來最低點。美元指數全天24小時更新，交易所為美國洲際交易所（Intercontinental Exchange, ICE）。
美元指数在2015年两次突破100点高位，反映了全球资金从欧洲、新兴市场等地回流美国本土的趋势。

## 計算方法
美元指數的計算方法並不會作出定期調整。計算方法只在歐元推出時作出了一次的修改。
現時的計算公式是：
USDX = 50.14348112 × EURUSD-0.576 × USDJPY0.136 × GBPUSD-0.119 × USDCAD0.091 × USDSEK0.042 × USDCHF0.036 
| 貨幣     | 符號 | 比重  |
| -------- | ---- | ----- |
| 歐元     | EUR  | 57.6% |
| 日圓     | JPY  | 13.6% |
| 英鎊     | GBP  | 11.9% |
| 加元     | CAD  | 9.1%  |
| 瑞典克朗 | SEK  | 4.2%  |
| 瑞士法郎 | CHF  | 3.6%  |